# 2528 Mohler
2528 Mohler è un asteroide della fascia principale. Scoperto nel 1953, presenta un'orbita caratterizzata da un semiasse maggiore pari a 3,1400114 UA e da un'eccentricità di 0,1800798, inclinata di 0,50729° rispetto all'eclittica.
L'asteroide è dedicato a Orren C. Mohler, astronomo statunitense.